# Günther Wrede
Otto Ludwig Günther Wrede (Marburgo, 28 marzo 1900 – Osnabrück, 13 ottobre 1977) è stato uno storico e archivista tedesco Il 2 gennaio 1961 fu insignito della Medaglia Justus Möser.

## Biografia
Otto Ludwig Günther Wrede nacque a Marburgo il 28 marzo 1900, secondo figlio di Ferdinand Wrede, professore di studi tedeschi e docente privato, e di sua moglie Malwine, nata Wimmer.
Dopo essersi diplomato al Gymnasium Philippinum di Marburgo nel 1918, Wrede iniziò a studiare filologia classica e tedesca all'Università di Marburgo e a Tubinga. Successivamente, si dedicò alla storia. Tornò a Marburgo e vi completò i suoi studi fino al 1925, dove il suo docente, Edmund Stengel, professore di storia medievale e scienze storiche ausiliarie, tracciò la strada per la futura carriera di Wrede. Collaborando ormai con Stengel all'Historischen Atlas Hessens Wrede conseguì il dottorato a Marburgo, difendendo la dissertazione intitolata Die Territorialgeschichte der Grafschaft Wittgenstein(La storia territoriale della contea di Wittgenstein).
Questo ampio lavoro storico fu pubblicato nel 1927 e rimane tuttora "il fondamento di tutto il lavoro storico [della contea di] Wittgenstein". Dopo aver completato il dottorato, Wrede rimase a Marburgo come assistente di Stengel fino al 1926.
La carriera di Wrede come archivista ebbe inizio quando,  dall'aprile 1927 all'agosto 1928, completò il corso di archivistica presso l'Archivio segreto di Stato a Berlino. Dall'ottobre 1928 fu impiegato presso l'Archivio di Stato di Münster (inizialmente come assistente d'archivio, nel 1929 come assistente archivista, nel 1932 come archivista). Nel luglio 1934, Wrede si trasferì all'Archivio di Stato di Marburgo, dove svolse un ruolo fondamentale nel trasferimento degli archivi dal castello di Marburgo all'attuale edificio dell'archivio. Nel 1938 elaborò una bozza dell'attuale tettonica dell'archivio. Nel giugno 1939, Wrede fu chiamato all'Archivio di Stato di Osnabrück, inizialmente come direttore ad interim e, dal 1940, come direttore dell'archivio di Stato. Dal 1942 al 1944 e dal 1945 al 1946 fu nominato anche vicedirettore dell'Archivio di Stato di Aurich. Wrede rimase a Osnabrück come direttore dell'Archivio di Stato fino al suo pensionamento nel 1965.
Poco prima di morire, completò la sua opera della maturità Geschichtliches Ortsverzeichnis des ehemaligen Fürstbistums Osnabrück (Gazzetta storica dell'ex principato vescovile di Osnabrück).

## Premi e riconoscimenti
- dal 13 maggio 1932: membro effettivo della Commissione storica per la Westfalia;
- 2 gennaio 1961: Medaglia Justus Möser[1];
- dal 1958 al 1969: presidente dell'Associazione per la storia e gli studi regionali di Osnabrück.

## Scritti
- 1927: Territorialgeschichte der Grafschaft Wittgenstein. Dissertation. Marburg 1927.
 La tesi di Wrede è stata pubblicata nel febbraio 2021 dall'Hessisches Landesamt für geschichtliche Landeskunden come versione digitalizzata.[6][7] L'atlante appartenente all'opera è stato reso disponibile in formato digitale dalla Hochschule Fulda.[8]
- 1931: Herzogsgewalt und kölnische Territorialpolitik in Westfalen. In: Westfalen, Bd. 16, S. 139–151.
- 1931: Dietrich von Niem und das Stift Lemgo. In: Westfälische Zeitschrift, Bd. 88, 1 (1931), S. 186–195.
- 1936: Zur historischen Raumforschung in Nordwestdeutschland. In: Historische Zeitschrift, Bd. 153 (1936), S. 306–317.
- 1935: Grenzen der Neumark 1319–1817. Greifswald. Penners, Theodor (Bearb.) Hildesheim (1975–1980).
- 1975: Geschichtliches Ortsverzeichnis des ehemaligen Fürstbistums Osnabrück, 3 Bde. Hildesheim: Lax 1975.